# Мухаммад Хашем

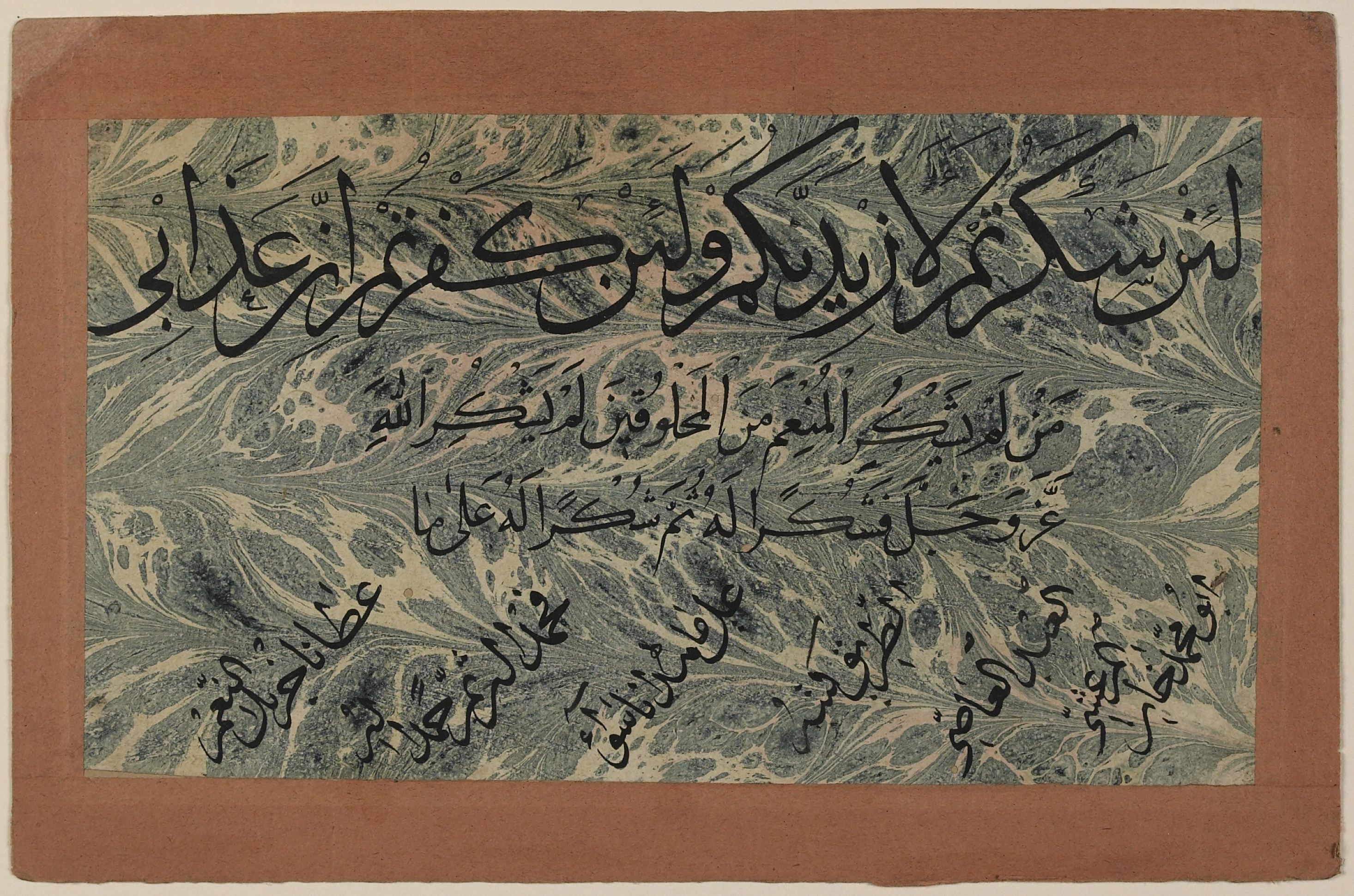

Мухаммад Хашем, также известен как Ага Хашем Исфагани, (перс. محمد هاشم‎, Mohammad Hashem) — каллиграф и преподаватель шрифта насх в период правления династии Каджаров в XIX веке (конец XII — начало XIII века по иранскому летоисчислению).

## Биография
Он был сыном поэта и мастера каллиграфии Мухаммада Салеха Исфагани. Мухаммад Хашем был известным поэтом своего времени во многих мусульманских странах, многие поэты восхищались его мастерством каллиграфии. Точная дата смерти Мухаммада Хашема неизвестна, смерть произошла в период с 1833 по 1893 год. Его сын Мирза Мухаммад Али Мохаррам и внук Абдул Вахаб Мохаррам Йезди были поэтами в период правления Насер ад-Дин Шаха.

## Работы
15 работ Мухаммада Хашема были описаны Доктором Баяни в книге «Жизнь и творчество каллиграфов» (перс. احوال و آثار خوش نویسان Ahval'-o asar-e khosh nevisan).
Два переплета Корана, расписанные насхом, хранятся в музее Корана в Мешхеде.